# Jean-Charles Perrinet d’Orval
Jean-Charles Perrinet d’Orval (* 1707 in Sancerre; † 5. Mai 1782 in Paris) war ein französischer Pyrotechniker, Enzyklopädist und Receveur au grenier à sel de Sancerre.

## Leben und Wirken
Jean-Charles Perrinet war der Sohn des Jean Perrinet d’Orval (1670–1729) und dessen zweiter Frau Madeleine Annes († 1758). Aus der ersten Ehe des Vaters mit Suzanne Chamaillard (1658–1705) stammten die Halbgeschwister Jean Robert (1696–1696), Marianne (* 1697), Jean (* 1699) und Benjamin (* 1700). Nach der Geburt von Jean-Charles kamen in der zweiten Ehe noch die Kinder Pierre (1710–1773), Anne, Madeleine-Marguerite und Etienne hinzu.
Neben Amédée-François Frézier (1682–1773) war Perrinet d’Orval der bedeutendste Feuerwerker seiner Zeit. Er beschäftigte sich auch mit dem militärischen Nutzen von Sprengstoffen und Schießpulver. Seine Werke waren als praktische Handbücher und Anleitungen angelegt und belegen das hohe handwerkliche Niveau der Feuerwerkerei in der frühen Neuzeit.
In einem Gerichtsurteil vom 12. Juni 1743 wurde Jean-Charles Perrinet d’Orval als Begünstigter der Einnahmen (Gabelle) aus dem Salzlager von Sancerre (receveur du grenier à sel de Sancerre) und in einem Streit mit Jean und Étienne Ravot, Kaufleute aus Orléans, zur Liquidation seiner Einkünfte aus den Gütern in den Jahren 1743 bis 1745 verurteilt.
Von 1758 an bis zum Jahre 1762 war er als Stadtrat (Capitoul) in der Administration der Stadt Toulouse tätig.
Für die Encyclopédie von Denis Diderot und Jean-Baptiste le Rond d’Alembert redigierte er die Artikel Feux d’artifice, Girandoles und Grenouillère.

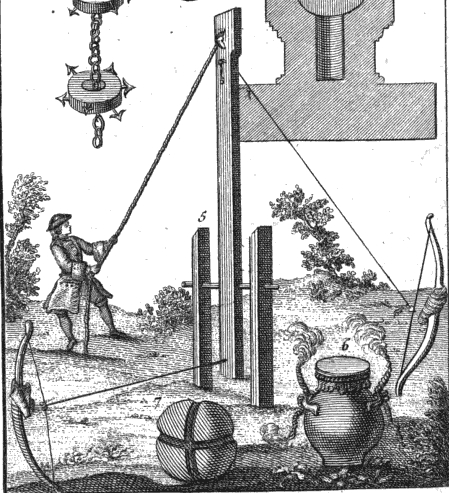
Stinktopf und Balliste, Essay sur les feux d'artifice pour le spectacle et pour la guerre von Jean-Charles Perrinet d'Orva

## Werke (Auswahl)
- Essai sur les feux d’artifice. Paris, 1745
- Traité des feux d’artifice pour le spectacle et pour la guerre. Berne, 1750,
- Essay sur les feux d’artifice pour le spectacle et pour la guerre. Chez Coustelier, 1745
- Manuel de l’artificier. Chez C.-A. Jombert, Paris 1757